# Piedra de Scone

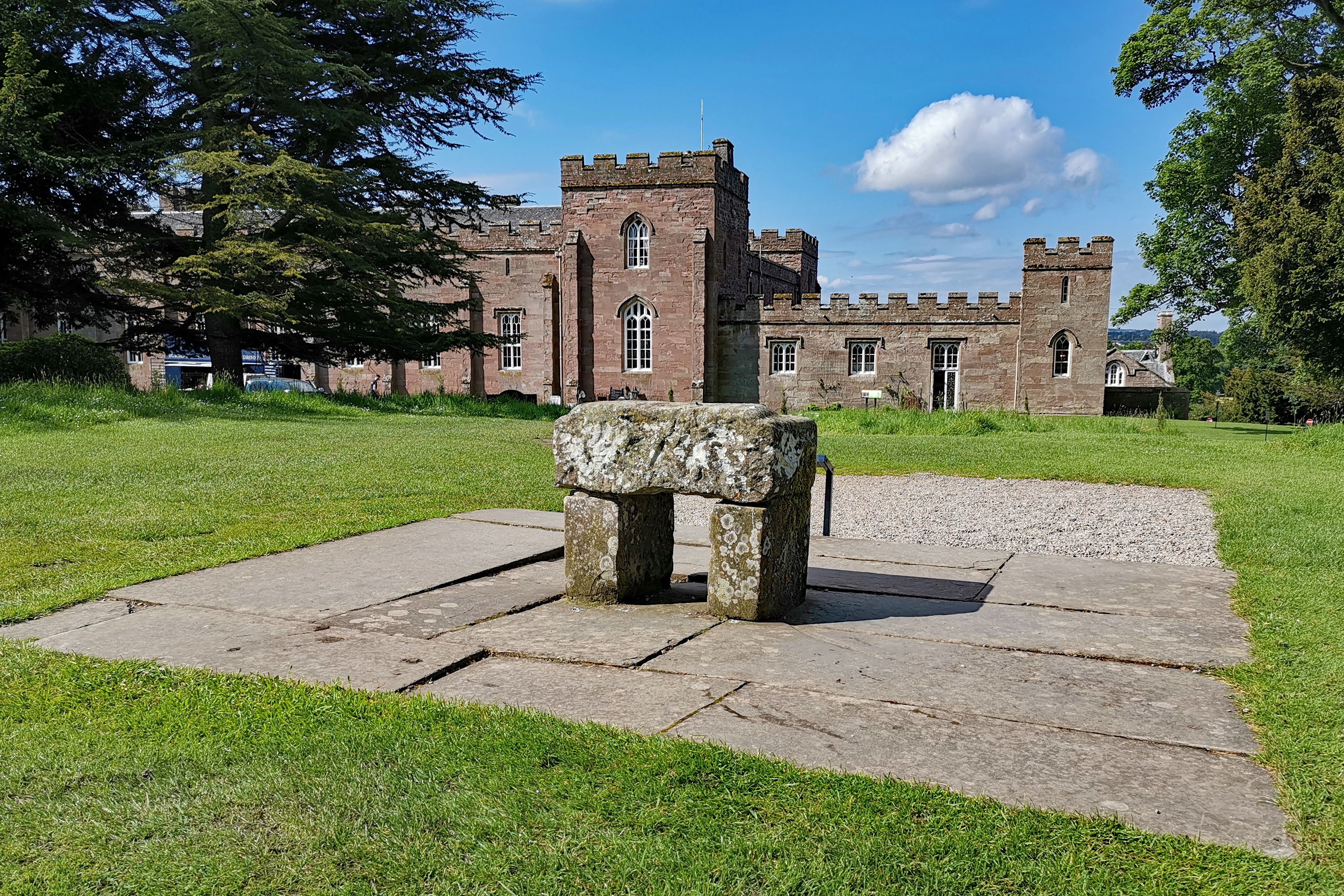
Réplica de la Piedra de Scone.

La Piedra del Destino, también conocida como Piedra de Scone o Piedra de la Coronación (en gaélico escocés clach-na-cinneamhain, clach Sgàin o también Lia(th) Fàil), es un bloque de piedra arenisca, históricamente conservada en la Abadía de Scone (hoy derruida y sustituida por el Palacio de Scone), que se empleaba en las ceremonias de coronación de los reyes escoceses durante la Edad Media. En el siglo XIII la Piedra fue capturada por el rey Eduardo I de Inglaterra y llevada a la Abadía de Westminster en Londres, para emplearla en la coronación de los reyes ingleses. En 1996, el Gobierno británico decidió devolver la Piedra a Escocia, con la condición de que volviera a Londres para su uso en futuras coronaciones, por lo que ahora puede ser vista en el Castillo de Edimburgo, junto con las joyas de la Corona escocesa.

## Orígenes míticos e históricos
La leyenda oficial de los reinos de Escocia e Inglaterra afirma que la Piedra del Destino fue la utilizada por Jacob para apoyar la cabeza en el pasaje del Génesis en el que sueña con la llamada Escalera de Jacob (Génesis 28:10-18). La leyenda sostiene que esta roca fue robada a Moisés, heredero de la piedra de Jacob, después de que la dejara a orillas del Mar Rojo durante la huida de Egipto, y fue llevada a Escocia por la hija del faraón, llamada Scota, apóstol de los pictos. Scota, contemporánea de Moisés, se casó con Geytholos (Goidel Glas), jefe del ejército del faraón, y ambos se convirtieron en la fundadores epónimos de los escoceses y los galeses, respectivamente.
Otra versión de la historia de esta piedra es la del escritor espiritista Joaquín Trincado Mateo en el libro Conócete A Ti Mismo, la cual coincide en su mayor parte con la leyenda escocesa, pero le introduce la interpretación del sueño de Jacob, quien conservó esa piedra para recordar la visión de los ángeles, ya que consideraba un peligro quedarse dormido. Según este autor, la palabra ‘peligro’ en hebreo era cristo, por lo que esa piedra sería el “cristo” original. Luego varía con respecto a la leyenda escocesa en su traslado, pues esta versión dice que la piedra, llamada, pues, cristo por los egipcios bajo el mando de Aitekes (Goidel Glas), fue robada, ya que estaban convencidos de que era el dios que hacía poderoso a Moisés, robando además a Israel sus doctrinas, llamándolas evangelio, y formando una brigada para andar en peregrinación hasta encontrarle un reino, por lo que llegaron cerca de Finisterre y le hicieron un trono, fundando así la religión cristiana en la ciudad de Brigantium, en Galicia, donde fue conocida desde antes que el apóstol Santiago llegara hasta ahí para predicar la palabra de Jesús, y la piedra fue llevada a Irlanda por los que, según ese escritor, eran los cristianos originales.
Los orígenes históricos de la Piedra como elemento de los rituales de coronación tampoco están muy claros. Lo más probable es que se trate del antiguo sitial de coronación de los dalriadas, originalmente instalado en Dunadd, traído a Antrim primero, luego a Argyll y finalmente a Scone, al norte de Perth, su ubicación definitiva durante al menos cuatro siglos. Todos los reyes escoceses fueron coronados sobre esta piedra, al menos desde Kenneth I (847) hasta John Balliol (1296).
Durante la Edad Media, la Piedra del Destino apenas sufrió traslados ni modificaciones. Una leyenda tradicional afirma que Roberto I de Escocia (Robert the Bruce) regaló un pedazo a los irlandeses en agradecimiento por su colaboración en la batalla de Bannockburn. El fragmento de piedra, otorgado a Cormac McCarthy, rey de Munster, fue instalado en su fortaleza del Castillo de Blarney, por lo que pasó a ser denominada Piedra de Blarney.

## Posesión inglesa

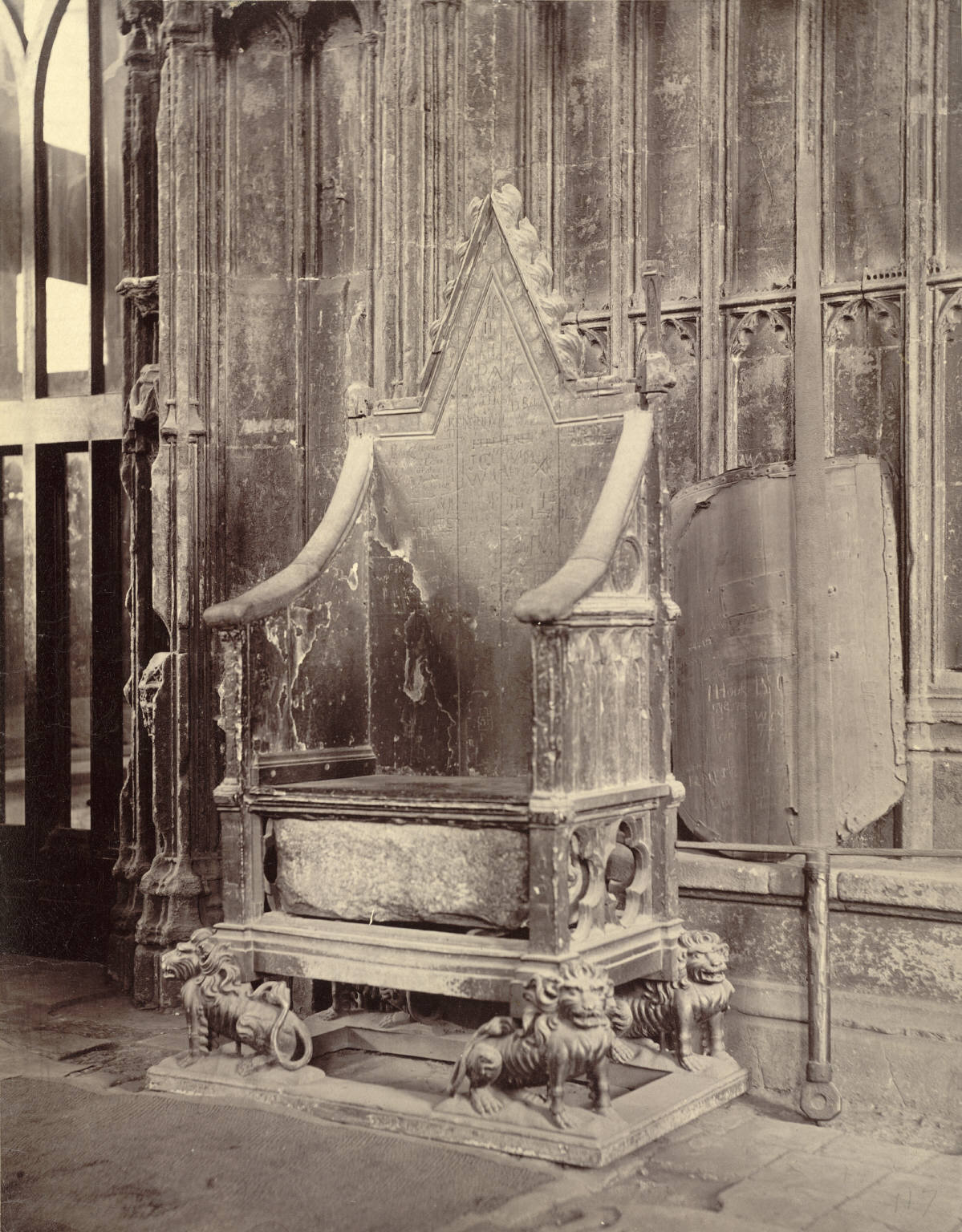
Silla de la Coronación o Silla de San Eduardo de la Abadía de Westminster, con la Piedra del Destino bajo el asiento.

En 1296, en un intento por despojar a Escocia de sus símbolos básicos de identidad, el rey Eduardo I de Inglaterra saqueó la Abadía de Scone y se apropió de la Piedra del Destino como botín de guerra, instalándola en la Abadía de Westminster para su uso en las ceremonias de coronación. Para ello, hizo construir una silla especialmente diseñada (conocida por ello como la Silla de San Eduardo), sobre la que desde entonces han sido coronados todos los reyes británicos excepto María II de Inglaterra. Hay leyendas sin embargo que afirman que Eduardo I no logró llevarse la auténtica piedra, ya que los monjes de la Abadía de Scone la ocultaron y entregaron al rey inglés una copia o falsificación.
En 1328, durante las conversaciones de paz entre los reinos de Escocia e Inglaterra, parece ser que el rey Eduardo III de Inglaterra se comprometió a devolver la Piedra a Escocia. Sin embargo, dicha condición no formó parte del definitivo Tratado de Northampton, por lo que la piedra se conservó en la Abadía de Westminster sin interrupción durante más de seis siglos. Con la unificación de las coronas de Escocia e Inglaterra bajo la dinastía de los Estuardo, los reyes de Escocia volvieron a ser coronados sobre la Piedra del Destino, aunque sin que esta se desplazase de su ubicación en ningún momento.

## Robo y devolución a Escocia
Durante el siglo XX la Piedra del Destino realizó dos viajes muy distintos a Escocia: uno furtivo y temporal, y otro oficial y definitivo.
El primero de ellos tuvo lugar en 1950, cuando, el día de Navidad, cuatro estudiantes escoceses robaron la piedra de su ubicación en la Abadía de Westminster y emprendieron un viaje con ella hacia Escocia. Durante el proceso de extracción de la Piedra de su lugar en la Silla de San Eduardo, la piedra se partió en dos. Después de esconder la mayor de las partes en Kent durante semanas, los estudiantes ocultaron la piedra en la parte trasera de un coche y se arriesgaron a cruzar la frontera, plagada de controles policiales. El fragmento más pequeño de la Piedra hizo un camino similar: tras pasar unos días en Leeds, llegó a manos de un veterano político de Glasgow, quien hizo que fuera reparada por el cantero profesional Robert Gray.
Dado que el Gobierno británico había organizado una extensiva búsqueda, y que la opinión pública no se mostraba tan favorable al robo como sus autores esperaban, la Piedra fue abandonada en la Abadía de Arbroath, el 11 de abril de 1951. Es imposible saber si la intención de los secuestradores era devolver la piedra o si esperaban que la Iglesia de Escocia la protegiese de los ingleses. Lo cierto es que cuando la policía supo de su localización, la reclamó y la devolvió a su lugar en la Abadía de Westminster, a tiempo para la coronación de la reina Isabel II de Inglaterra en 1953. Nuevamente, circularon leyendas que decían que la piedra devuelta no era la original sino una copia, repitiendo así los rumores respecto a su entrega original en el siglo XIII.
La devolución real y definitiva de la Piedra a Escocia se produjo en 1996, a iniciativa del gobierno conservador del primer ministro John Major. La Piedra hizo el camino desde Londres custodiada por el ejército, hasta ubicarse en el Castillo de Edimburgo, donde hoy puede contemplarse junto al resto de las Joyas de la Corona escocesa. Esa será su ubicación hasta el domingo 10 de marzo de 2024; después, será trasladada al nuevo Museo de Perth.